# Builth Wells
Builth Wells is een plaats in het Welsh graafschap Powys.
Builth Wells telt 2352 inwoners.